# نزيهة أديب
نزيهة أديب (1928 - 2019 م) هي كاتبة عراقية، اشتهرت بتأليف كتاب «دليل الطبخ والتغذية».
ولدت في مدينة السليمانية، وتخرجت من كلية الحقوق في بغداد عام 1946 م. عملت كمديرة لمعهد الفنون المنزلية. تزوجت من "مهدي كامل مهدي".
في عام 1966 م، أصدرت كتاب "دليل الطبخ والتغذية" بالتعاون مع صديقتها فردوس المختار، والذي لاقى شهرة واسعة في العراق. تم طباعة الكتاب لأول مرة في مطبعة السكك الحديدية الحكومية، ولاحقاً شهدت عدة طبعات حتى وصل إلى ست عشرة طبعة.
توفيت نزيهة أديب يوم 13 آذار 2019 في قبرص التركية.